# Mediastudies
Mediastudies is een relatief nieuwe wetenschappelijke discipline, die het functioneren van media en cultuur bestudeert en tevens de maatschappij waaraan zij mede vorm en inhoud geven. Op basis van en in samenhang met deze studie wordt vervolgens mediatheorie geschreven. Het wordt gerekend tot de academische stroming Letteren en de bredere stroming Geesteswetenschappen. Deze wetenschappelijke discipline wordt ook wel Film- en televisiewetenschap of Media en cultuur genoemd. Deze discipline moet niet verward worden met Communicatiewetenschap, die de menselijke communicatie en de effecten van media bestudeert.

## Disciplines
Deze studie valt onder te verdelen in drie disciplines, die alle betekenisvorming rond een bepaald medium onderzoeken:
- Filmstudies en visuele cultuur probeert de vorm en symboliek van films te onderzoeken;
- Nieuwe media en digitale cultuur onderzoekt de rol van nieuwe media als Internet, games en mobiele telefonie;
- Televisiestudies en populaire cultuur probeert vertogen te analyseren bij een televisieprogramma, of ondervraagt medewerkers aan een televisieproductie of het televisiepubliek.

De studie wordt in Nederland aangeboden aan de Universiteit van Amsterdam, de Universiteit Utrecht, de Rijksuniversiteit Groningen en de Universiteit Leiden. 

## Methoden
Mediastudies gebruikt methoden die geïnspireerd zijn op de denkbeelden van Cultural studies. Er kunnen onderzoeken worden gedaan naar representaties in mediaproducten, publieksonderzoeken gehouden worden en productieonderzoeken.

## Stromingen
- Structuralisme
- Post-structuralisme
- Marxisme (o.a. Frankfurter Schule)
- Gender en Feminisme
- Postmodernisme
- Cultural studies
- Auteurstheorie
- Semiologie
- Deconstructie

## Wetenschappers
- Louis Althusser
- Ien Ang
- Roland Barthes
- Jean Baudrillard
- Walter Benjamin
- David Bordwell
- Pierre Bourdieu
- Judith Butler
- Charlotte Brunsdon
- John Fiske
- Michel Foucault
- Antonio Gramsci
- Stuart Hall
- Marshall McLuhan
- Geert Lovink
- Jean-François Lyotard
- David Morley
- Neil Postman
- Janice Radway
- Janice Winship
- Raymond Williams

## Theoretische literatuur

### Inleidende literatuur
Film
- Bordwell, David, Kristin Thompson. Film Art: an Introduction
- Bordwell, David, Kristin Thompson. Film History
- Pisters, Patricia. Lessen van Hitchcock: inleiding in mediatheorie
- Pramaggiore, Maria, Tom Wallis. Film: A Critical Introduction

Televisie
- Creeber, Glen. The Television Genre Book
- Hermes, Joke, Maarten Reesink. Inleiding televisiestudies
- Storey, John. Cultural Theory and Popular Culture: an Introduction.

Nieuwe Media
- Flew, Terry. New Media: an Introduction
- Lister et al. New Media: a Critical Introduction

Overige inleidende literatuur
- Bardoel, Jo, Frank van Vree et al. "Journalistieke cultuur in Nederland"
- Kempers, Bram. "Kunst, Macht en Mecenaat"

### Gevorderde literatuur
Film
- Altman, Rick. "Film/Genre"

Televisie
- Ang, Ien. Het geval Dallas
- Newcomb, Horace. Television: The Critical View
- VandeBerg, Leah et al. Critical Approaches to Television
- Mittell, Jason. "Genre and Television"
- Creeber, Glen. "The Television Genre Book"
- Allen, Robert. " Channels of Discourse, Reassembled"

Nieuwe Media
- Castells, Manuel. "The Internet Galaxy"
- Bolter, Jay and Richard Grusin. "Remediation"
- Rogers, Richard. " Information Politics on the Web"
- Marshall McLuhan. "Understanding Media"
- Salen, Katie and Eric Zimmerman. "Rules of Play"
- Wardrop-Fruin, Noah and Nick Montfort (editors). "The New Media Reader"